# Ricardo Domínguez
Ricardo Pelón Domínguez (Culiacán, 20 de julio de 1985 – 22 de febrero de 2017) fue un boxeador profesional mexicano en la división de peso superligero. Fue conocido sobre todo, por haber conquistado en 2009 el Campeonato Azteca de pesos superligeros.

## Carrera profesional
Domínguez ganó en su debut como profesional contra Eduardo Castillo en Culiacán, Sinaloa y estuvo 15 peleas sin perder. En 2009, luchó por el título de Campeón Azteca de superligeros venciendo a Saúl Carreón y Jesús González en los dos primeros combates. En la final noqueó a Reyes Sánchez no solo consiguió el título de Azteca sino que también el de aspirante al Campeonato Mundo de la WBC de superligeros.
En mayo de 2010, Domínguez perdió en el intento de conseguir el cinturón de la WBC ante el campeón Humberto Soto en Los Mochis.
El 27 de noviembre de 2010 Ricardo perdió contra Miguel Vazquez por el campeonato de la IBF en Tijuana, Baja California. Su último combate fue el 22 de marzo de 2014, cuando perdió con Abner López.
A Domínguez se le diagnosticó un cáncer de colón y fue operado en febrero de 2016. Falleció el 22 de febrero de 2017 después de una larga lucha contra el cáncer a los 31 años.